# Piper retrofractum
Piper retrofractum är en pepparväxtart som beskrevs av Vahl. Piper retrofractum ingår i släktet Piper och familjen pepparväxter. Inga underarter finns listade i Catalogue of Life.